# 郭信玲
郭信玲（1936年—2012年9月9日）女，湖北沔阳人。原上海电视台导演，一级导演，1990年经典神话电视剧《封神榜》的导演。中国共产党党员。

## 生平
1949年9月，郭信玲参加华东海军文工团，自此参加工作。1959年2月，进入上海电视台工作。1960年，在上海戏剧学院导演系学习，1963年毕业回到上海电视台担任导演、电视剧科科长。1988年3月，获评为一级导演。
自1979年3月执导首部电视剧《玫瑰香奇案》开始，到1994年拍完19集电视连续剧《大家族》为止，郭信玲共执导拍摄电视剧117部（集）。其中，1984年，8集电视连续剧《故土》获得全国优秀电视剧“飞天奖”和“金鹰奖”；1985年，14集电视连续剧《秋海棠》获得“金鹰奖”；1986年，6集电视连续剧《山杜鹃》获中华人民共和国煤炭工业部“乌金奖”；1987年，12集电视连续剧《大酒店》获得“飞天奖”和“金鹰奖”。1988年，郭信玲被评为全国影视“十佳导演”。1992年2月，郭信玲离休。
2012年9月9日，郭信玲在香港病逝。

## 作品
- 1964年《政治连长》
- 1979年电视剧《玫瑰香奇案》
- 1979年电视剧《法网》
- 1980年电视剧《被撕毁的照片》
- 1982年电视剧《一个记者的日记》
- 1982年电视剧《电视塔下》
- 1983年上海电视台春节文艺晚会《春光好》
- 1984年电视剧《兰色的路》
- 1984年电视剧《故土》
- 1985年电视剧《秋海棠》
- 1986年电视剧《山杜鹃》
- 1987年电视剧《黑色的梦》
- 1987年电视剧《大酒店》
- 1990年电视剧《封神榜》
- 1994年电视剧《大家族》

## 著作
- 郭信玲等，永远漂亮的女导演——郭信玲的艺术世界，上海文艺出版社，1995年

## 家庭
- 丈夫：丁人俊，后来成为香港富商。郭信玲与丁人俊育有三位子女。[2]